# Теодосий Стоянов
Хаджи поп Теодосий Стоянов е български духовник и просветен деец от Ранното българско възраждане в Източна Македония.

## Биография
Роден е в XVIII век в разложкото село Годлево, което тогава е в Османската империя, в семейството на тоян Чорбаджията. Учи в Рилския манастир и в Самоков. Става свещеник в родния си край. В 1810 година отваря килийно училище в Годлево, където преподава първоначално в собствената си къща, а после във вакъфския дюкян. В 1835 година отваря килийно училище и в село Бачево. Хаджи поп Теодосий издейства султански ферман за построяването на църквите „Свети Димитър“ в Бачево и „Успение Богородично“ в Годлево, днес паметник на културата. Църквите са построени в 1835 година с доброволен труд на местните хора. В тях са запазени преписи на поп Теодосий от богослужебни книги.
Умира в родното си село.